# Xã Cranberry, Quận Butler, Pennsylvania
Xã Cranberry (tiếng Anh: Cranberry Township) là một xã thuộc quận Butler, tiểu bang Pennsylvania, Hoa Kỳ. Năm 2010, dân số của xã này là 28.098 người.